# Méthoxypropane
Le méthoxypropane est un éther qui possède des propriétés anesthésiantes